# Hank Azaria
Henry Albert "Hank" Azaria (Queens, Nova York, 25 d'abril de 1964) és un actor de cinema i televisió, director, comediant i actor de veu estatunidenc. És reconegut per la seva carrera com a actor de veu en la sèrie animada Els Simpson. Personifica a Moe Szyslak, Chief Wiggum, Apu Nahasapeemapetilon i nombrosos personatges més.
Azaria va aparèixer també en pel·lícules com The Birdcage, Godzilla, La meva núvia Polly i Night at the Museum: Battle of the Smithsonian. Va protagonitzar la sèrie dramàtica Huff, interpretant al personatge principal, la qual cosa va anar molt bé rebut per la crítica. A més, va participar en el famós musical Spamalot. Malgrat que originalment només treballava com a actor còmic, recentment Azaria ha començat a realitzar papers dramàtics, incloent Tuesdays With Morrie i Uprising. Va estar casat amb Helen Hunt des de 1999 fins a 2000, i ha guanyat quatre Premis Emmy i un premi del Sindicat d'Actors.

## Filmografia
| Any          | Pel·lícula/Sèrie de televisió                      | Paper                                 | Notes                                                                                           |
| ------------ | -------------------------------------------------- | ------------------------------------- | ----------------------------------------------------------------------------------------------- |
| 1989−present | The Simpsons                                       | Diversos personatges                  | Veu Emmy al millor doblatge (1998, 2001, 2003) Nominació − Emmy al millor doblatge (2009, 2010) |
| 1990         | Pretty Woman                                       | Detectiu                              |                                                                                                 |
| 1991−1994    | Herman's Head                                      | Jay Nichols                           |                                                                                                 |
| 1994         | Quiz Show                                          | Albert Freedman                       |                                                                                                 |
| 1994−1996    | Spider-Man: The Animated Series                    | Eddie Brock/Venom                     | Veu                                                                                             |
| 1994−2003    | Friends                                            | David                                 | Personatge recurrent Nominació − Emmy al millor actor convidat en sèrie còmica (2003)           |
| 1995         | Street Sharks                                      | Diversos personatges                  |                                                                                                 |
| 1995         | Amigues per sempre (Now and Then)                  | Bud Kent                              |                                                                                                 |
| 1995         | If Not for You                                     | Craig Schaeffer                       |                                                                                                 |
| 1995         | Heat                                               | Alan Marciano                         |                                                                                                 |
| 1995−1999    | Mad About You                                      | Nat Ostertag                          | Nominació − Emmy al millor actor convidat en sèrie còmica (1998)                                |
| 1996         | L'olla de grills                                   | Agador Spartacus                      |                                                                                                 |
| 1997         | Un assassí una mica especial (Grosse Pointe Blank) | Steven Lardner                        |                                                                                                 |
| 1997         | Anastàsia                                          | Bartok                                | Veu                                                                                             |
| 1998         | Chicken Little                                     | Steven Lardner                        | Veu                                                                                             |
| 1998         | Great Expectations                                 | Walter Plane                          |                                                                                                 |
| 1998         | Homegrown                                          | Carter                                |                                                                                                 |
| 1998         | Godzilla                                           | Victor 'Animal' Palotti               |                                                                                                 |
| 1998         | Celebrity                                          | David                                 |                                                                                                 |
| 1999         | Cradle Will Rock                                   | Marc Blitzstein                       |                                                                                                 |
| 1999         | Mystery Men                                        | The Blue Raja                         |                                                                                                 |
| 1999         | Mystery, Alaska                                    | Charles Danner                        |                                                                                                 |
| 1999         | Mystery, Alaska                                    | Charles Danner                        |                                                                                                 |
| 1999         | Tuesdays with Morrie                               | Mitch Albom                           | Nominació − Emmy al millor actor secundari en minisèrie o telefilm                              |
| 2001         | La parella de l'any (America's Sweethearts)        | Hector Gorgonzolas                    |                                                                                                 |
| 2002         | Bark!                                              | Sam                                   |                                                                                                 |
| 2003         | El preu de la veritat (Shattered Glass)            | Michael Kelly                         |                                                                                                 |
| 2004         | Nobody's Perfect                                   | Ray                                   | Curtmetratge                                                                                    |
| 2004         | Along Came Polly                                   | Claude                                |                                                                                                 |
| 2004         | Eulogy                                             | Daniel Collins                        |                                                                                                 |
| 2004         | Dodgeball: A True Underdog Story                   | Patches O'Houlihan jove               |                                                                                                 |
| 2004−2006    | Huff                                               | Dr. Craig "Huff" Huffstodt            | Nominació − Emmy al millor actor en sèrie dramàtica (2005)                                      |
| 2005         | The Aristocrats                                    | Ell mateix                            | Documental                                                                                      |
| 2007         | Chicago 10                                         | Abbie Hoffman Allen Ginsberg          | Documental Veu                                                                                  |
| 2007         | The Grand                                          | Mike 'The Bike' Heslov                |                                                                                                 |
| 2007         | The Simpsons Movie                                 | Diversos personatges                  | Veu                                                                                             |
| 2007         | Run Fatboy Run                                     | Whit                                  |                                                                                                 |
| 2008         | Immigrants (L.A. Dolce Vita)                       | Jóska                                 | Veu (doblatge hongarès)                                                                         |
| 2009         | Night at the Museum: Battle of the Smithsonian     | Kahmunrah The Thinker Abraham Lincoln | Veu (doblatge hongarès)                                                                         |
| 2009         | Any u                                              | Abraham                               |                                                                                                 |
| 2010         | Love and Other Drugs                               | Dr. Stan Knight                       |                                                                                                 |
| 2010         | Under the Boardwalk: The Monopoly Story            | Ell mateix                            |                                                                                                 |
| 2011         | Hop                                                | Carlos Phil                           | Veu                                                                                             |
| 2011         | Els barrufets                                      | Gargamel                              |                                                                                                 |
| 2011         | Free Agents                                        | Alex Taylor                           |                                                                                                 |
| 2011         | Happy Feet Two                                     | The Mighty Sven                       | Veu                                                                                             |
| 2012         | Lovelace                                           | Gerard Damiano                        |                                                                                                 |
| 2013         | The Smurfs 2                                       | Gargamel                              |                                                                                                 |

## Teatre
| Any       | Títol                        | Paper                |
| --------- | ---------------------------- | -------------------- |
| 2003      | Sexual Perversity in Chicago | Bernard              |
| 2004−2005 | Spamalot                     | Diversos personatges |
| 2007      | The Farnsworth Invention     | David Sarnoff        |